# Julia Abel-Truchet
Pour les articles homonymes, voir Abel (homonymie), Truchet et Abel-Truchet.
Julia Abel-Truchet, née Catherine Marie Julia Regour le 15 octobre 1862 à Bordeaux et morte le 15 avril 1935 à Paris est une artiste peintre française.

## Biographie
Catherine Marie Julia Regour naît le 15 octobre 1862 à Bordeaux.
Épouse du peintre Louis-Abel Truchet, elle ne commence à peindre qu'après la mort de celui-ci en 1918. Ayant repris son atelier, elle peint dans les genres qui lui étaient propres — paysages inspirés de l'impressionnisme, portraits —, ainsi que des natures mortes de fleurs.
Elle expose à Paris, à la Société nationale des beaux-arts, au Salon des indépendants et au Salon d'automne, dont elle est nommée sociétaire en décembre 1926.
Plusieurs journaux d'époque,, rapportent la pièce de théâtre qu'elle a écrite et jouée en 1908, Le démon et le Daïmyo, sur une musique et une mise en scène de son mari. Les acteurs étaient des artistes de leur entourage, Jacques Jourdan, Marcel Bain et Joë Hamman. La représentation a eu lieu à l'occasion d'une fête organisée par le commandant Dimitri Oznobichine.
Elle meurt le 15 avril 1935 dans le 17e arrondissement de Paris.